# Новая Нива (Гомельская область)
Новая Нива (бел. Новая Ніва) — посёлок в Барбаровском сельсовете Мозырского района Гомельской области Республики Беларусь.
На западе дубрава и сосонник, которые являются памятниками природы местного значения.

## География

### Расположение
В 4 км от Барбарова, в 28 км на юго-восток от районного центра, 30 км от железнодорожной станции Мозырь (на линии Гомель — Лунинец), 118 км от Гомеля.

### Гидрография
На реке Припять (приток реки Днепр).

## Транспортная сеть
Транспортные связи по просёлочной, затем автодороге Гомель — Лунинец. Планировка состоит из прямолинейной улицы, ориентированной с юго-востока на северо-запад и застроенной неплотно деревянными крестьянскими усадьбами.

## История
Найденный в деревне в 1957 году монетный клад (150 единиц) относится к 1654 году и свидетельствует о деятельности здесь человека с древних времён. 
Современный посёлок основан в начале 1920-х годов переселенцами из соседних деревень на бывших помещичьих землях (моргах – польское название измерения единицы площади – 0, 71 га). 
В 1932 году жители вступили в колхоз «Серп и молот». 
Во время Великой Отечественной войны на фронте воевали 25 человек, из них 9 погибло. 11 января 1944 года освобождён от немецкой оккупации.
Согласно переписи 1959 года в составе колхоза «Серп и молот» (центр — деревня Барбаров). С 2000 года входит в состав государственного предприятия совхоз-комбинат «Заря».

## Население

### Численность
- 2022 год — 4 жителя

### Динамика
- 1959 год — 95 жителей (согласно переписи).
- 2004 год — 6 хозяйств, 7 жителей.
- 2022 год — 4 жителя[1].